# Яковлев, Вячеслав Юрьевич
Вячесла́в Ю́рьевич Я́ковлев (24 июня 1960, Сусуман) — советский боксёр тяжёлой весовой категории, выступал за сборную в 1980-е годы. Чемпион СССР, трёхкратный абсолютный чемпион СССР, обладатель Кубков мира и Европы, бронзовый призёр чемпионата мира, дважды серебряный призёр чемпионатов Европы, победитель Игр доброй воли 1986 года, заслуженный мастер спорта (1992). Также известен как спортивный функционер, заместитель руководителя Федерации бокса Санкт-Петербурга.

## Биография
Вячеслав Яковлев родился 24 июня 1960 года в городе Сусуман, Магаданская область. Учился в средней школе № 1 города Сусумана, с 1970 года занимался боксом в местной спортивной секции под руководством тренера Юрия Татаринова.
Окончив школу в Сусумане, в 1977 году по рекомендации своего первого наставника перебрался в Ленинград, где продолжил занятия боксом в ленинградском спортивном обществе «Буревестник» у тренера Станислава Белоусова, а спустя три года, после его смерти начал проходить подготовку под руководством заслуженного тренера СССР Александра Зимина. Первого серьёзного успеха на ринге добился в 1979 году, когда в тяжёлом весе занял первое место на мемориале Валерия Попенченко и выиграл абсолютное первенство страны — за эти достижения ему присвоили звание мастера спорта международного класса. В следующем году молодой спортсмен уже дебютировал на взрослом первенстве СССР, но во втором своём матче на турнире по очкам проиграл Петру Заеву. В 1981 году перешёл в супертяжёлую весовую категорию, выиграл чемпионат Советского Союза и удостоился права защищать честь страны на чемпионате Европы в Тампере, где впоследствии дошёл до финала, уступив в нём итальянцу Франческо Дамиани.
На чемпионате СССР 1982 года Яковлев в решающем поединке уступил свой чемпионский титул Валерию Абаджяну, год спустя вновь был вторым, проиграв Александру Мирошниченко, поэтому в этот период не принимал участия в крупнейших международных турнирах. В 1985 году выиграл Кубок мира, разыгрывавшийся в Сеуле, в решающем матче одержав верх над Ленноксом Льюисом, будущим олимпийским чемпионом и многократным чемпионом мира среди профессионалов. Также в этом сезоне во второй раз поучаствовал в состязаниях чемпионата Европы и получил вторую серебряную медаль этого турнира.

В 1985 году на очень популярной в те времена Спартакиаде спортивного комитета дружественных армий (СКДА), проходившей в польском городе Быдгощи, Яковлев впервые встретился с известным на весь мир кубинцем Теофилем Стивенсоном и победил его.
«Конечно, сегодня все детали боя уже сложно освежить в памяти, — продолжает свой рассказ Яковлев, — миллион лет прошло! Но помню точно, что я отчетливо предугадывал все действия Стивенсона. Я буквально читал все финты кубинской легенды, внимательно следил за его танцующими ногами, а как только Тео выбрасывал удар, я сразу либо уходил, либо перекрывался. И при этом я сразу старался контратаковать. А уж если у меня это получалось, тут же я развивал успех. В третьем раунде любимец Фиделя уже и не думал об атаках, больше заботился о защите. Ни финального гонга, ни вердикта арбитров я фактически не слышал. И только тогда я понял, что побил трехкратного олимпийского чемпиона, когда рефери поднял вверх мою руку»
В 1986 году одержал победу на Играх доброй воли в Москве и съездил на мировое первенство в американский город Рино, где на стадии полуфиналов проиграл легендарному кубинцу, трёхкратному олимпийскому чемпиону Теофило Стивенсону. Вплоть до 1989 года Яковлев успешно выступал на чемпионатах СССР, регулярно выигрывал медали, но чемпионом больше не стал ни разу, постоянно проигрывая своим главным конкурентам по сборной Мирошниченко и Абаджяну.
В 1990 году Вячеслав Яковлев решил попробовать себя на профессиональном ринге и по контракту уехал выступать в Японию. Тем не менее, карьера на новом месте не складывалась, уже во втором своём матче он потерпел поражение от американца с отрицательным рекордом Лайонела Батлера. Поскольку на тот момент ему было уже 30 лет, а соперников в его весовой категории его японским промоутерам находить было сложно, в том же 1990 году Яковлев принял решение завязать с боксом. Однако в Японии он прожил ещё два года, поскольку его супруга, известная советская и российская баскетболистка, четырёхкратная чемпионка Европы, бронзовая медалистка Олимпийских игр 1988 года Ольга Яковлева играла в то время по контракту в одной из местных команд. В Россию спортивная чета вернулась в 1992 году, и в том же году у них родилась дочь. По возвращении на родину Яковлев организовал в Санкт-Петербурге боксёрский клуб «Арго», был его руководителем в течение четырёх лет в период 1993—1998 годов. Ныне занимает должность вице-президента Федерации бокса Санкт-Петербурга.